# Idrettsklubben Grane
L'Idrettsklubben Grane è una società calcistica norvegese con sede nella città di Arendal. Milita nella 4. divisjon, quinto livello del campionato norvegese. Il club è stato fondato nel 1902 e ha militato per quattro stagioni – precisamente nel 1937-1938, 1938-1939, 1939-1940 e 1947-1948 – nella massima divisione norvegese.

## Storia
Il Grane è stato fondato nel 1902.